# Banu 'Ad
I Banū ʿĀd (in arabo ﺑﻨﻮ عاد‎?) furono una stirpe araba che visse in periodo preislamico nel territorio compreso tra gli odierni Yemen ed Oman. È citata più volte nel Corano (Sura VII:65-72; Sura XI:50-60; Sura XXVI:123-139; Sura XLI:15-16; Sura XLVI:21-28; Sura LXXXIX:6-8), spesso insieme al popolo di Lot, cioè i Sodomiti, e al popolo dei Thamudeni. Il riferimento al popolo degli Ad è tuttavia presente anche in alcuni poeti preislamici. 

Secondo la tradizione storiografica araba classica furono una popolazione discendente da Sem, e quindi vissuta dopo il diluvio universale. Come altre si stabilì nel Vicino Oriente. 
Inizialmente gli ʿĀd si stabilirono nella Penisola Araba, tra l'Hadramawt e l'Oman, precisamente ad al-Ahqaf. 
La capitale degli Ad dovrebbe essere stata una città di nome Iram che fu distrutta da Dio per la condotta peccaminosa dei suoi abitanti.

## La città di Iram
Di una città di nome Irem si fa menzione negli archivi della città di Ebla risalenti al 2400 a.C. ed anche in fonti egiziane risalenti al 1450 a.C., da queste ultime si apprende che tale città si troverebbe tra il paese di Punt e l'Egitto. La sua localizzazione è contestata: in Africa al di là della quinta cataratta del Nilo, nel mar Rosso meridionale, su entrambe le coste o in Asia: da Byblos in Libano all'entroterra). La prima volta è menzionata al tempo della regina/faraone egiziana Hatshepsut.. Gli abitanti vivevano in palafitte e raccoglievano franchincenso e mirra..

## Nel Corano
Il Corano descrive Iram nella Sura LXXXIX, 6-8 come una città del popolo degli ʿĀd, la città sarebbe stata distrutta da Dio, dopo che il popolo aveva iniziato a costruirsi delle statue di idoli, a cui sarebbe stato mandato da Dio il profeta Hūd per avvertire il popolo.

## Letteratura islamica
Gli studiosi musulmani hanno in passato identificato Iram con Damasco, oppure con Alessandria d'Egitto.
Secondo al-Masʿūdī (m. 956) si raccontava che il dominio degli ʿĀd fu il primo a essere fondato sulla terra dopo che la vendetta di Dio ebbe sterminato nel popolo di Noè coloro che erano infedeli... «Erano uomini giganteschi, alti quanto palme, i quali vivevano in proporzione alla misura della loro statura ed erano duri di cuore. Non c'è sulla terra popolo comparabile a loro per forza, l'abbondanza di opere, intelligenza e forza di carattere».
Il sovrano degli ʿĀd, Shaddād ibn ʿĀd, avrebbe sfidato Dio anche edificando la mitica città di Iram dhāt al-ʿImād (Iram delle Colonne) sulla cui localizzazione sono varie le idee espresse nelle fonti arabe:
- al-Hamdanī nella sua Ṣifat Jazīrat al-ʿArab (Aspetto della Penisola Araba") dice che, secondo alcuni, Iram dhāt al-ʿImād è Damasco, a causa del numero delle colonne di pietra che vi si trovavano, mentre secondo al-Balādhurī Iram sarebbe il nome di una tribù appartenente agli ʿĀd o un termine geografico;
- al-Ṭabarī riferisce che si tratterebbe dell'antica Alessandria, anche se è più propenso a ritenere che Iram fosse un'antica tribù degli ʿĀd.

Tutte le versioni sono comunque concordi nel sottolineare la tracotanza di questa stirpe che osò sfidare Allāh innalzando città e alti edifici. 

Secondo il dotto hanbalita Ibn Kathīr (1300-1373) gli ʿĀd furono i primi ad abitare tende rette da pali, ma ebbero l'orgoglio di costruire in pietra. Allāh mandò loro allora il profeta Hūd (in arabo هود‎?) per riportarli sulla retta via ma essi si rifiutarono di seguire quanto Hūd andava predicando loro. Conseguenza fu che furono colpiti da siccità e, poi, da una violenta pioggia e cancellati dalla faccia della terra da un vento fortissimo che distrusse le case e abbatté gli alberi. A salvarsi fu Hūd e coloro che lo avevano ascoltato, che avrebbero dato origine ai gruppi arabi indicati come yamaniyya ossia "meridionali", il cui progenitore eponimo è Qaḥtān.

Secondo alcune tradizioni, gli ʿĀd sarebbero i Nāsnās, sorta di scimmie, in quanto, come i Thamūd, sarebbero stati trasformati in scimmie per la loro arroganza.

Agli ʿĀd, secondo al-Masʿūdī, sarebbe anche collegabile Luqmān, l'architetto della diga di Ma'rib. Secondo altre fonti il costruttore della diga sarebbe stato invece ʿAbd Shams, nipote di Yaʿrub, che avrebbe fatto prigionieri gli ultimi ʿĀd, che erano fra le montagne del Ḥaḍramawt, per cui il re avrebbe assunto il nome di Saba, "colui che ha fatto i prigionieri".

## Letteratura profana
Inoltre, in molte novelle delle Mille e una notte si menziona una città situata nel mezzo del deserto. 
- la città delle colonne (Iram delle Colonne): il re di Iram era Shaddad (in arabo شدّاد‎?), figlio di ʿĀd, figlio di Uz, figlio di Aram, figlio di Sem, figlio di Noè. Nella storia della 277ª fino alla 279ª notte la città è ubicata nell'Arabia del sud e al tempo del califfo Muʿāwiya.
- la città di ottone: in questa novella si parla di una città sommersa, il cui ultimo re sarebbe stato Kush, figlio di Shaddād, figlio di ʿĀd, al tempo del califfo ʿOmar ibn al-Khaṭṭāb, essa sarebbe localizzata in Maghreb.[9]

Irem è anche il nome di un giardino paradisiaco menzionato nella storia della principessa corasmia dello scrittore persiano Neẓāmi di Ganje nel suo Haft Peykar (in persiano هفت پیکر‎), lett. "Le sette effigi", riferito a sette bellissime principesse).

## Scoperte archeologiche
Gli ‘Ād, insieme ad altre tribù coeve quali i Tasm, i Jadis, gli Amaliq  e i Thamūd, sono uno dei gruppi detti ‘Arab al-ba‘ida, cioè le più antiche stirpi arabe sparite e che sono dette anche ʿArab ʿariba perché furono le prime a parlare arabo.
Secondo l'orientalista Julius Wellhausen, il mito relativo a questa popolazione deriverebbe dalla frase min al-ʿād, che in realtà avrebbe significato dal tempo antico. Appare invece più plausibile che si tratti di una narrazione mitica araba che ben si inserisce nella tradizione del Vicino Oriente antico e in cui confluiscono vicende e temi relativi a un periodo in cui la società locale, in pieno sviluppo, stava passando dal nomadismo alla sedentarizzazione.
In epoca moderna, dopo la scoperta nel 1932 da George Horsfield e padre Raphael Savignac della École Biblique di Gerusalemme della città nabatea di Jabal Ram in Giordania (ca. 30 km ad est di Aqaba),  Harold Glidden la ha identificata con Iram ed anche con la città di Aramaua menzionata da Tolomeo.
A seguito della scoperta nel 1992 delle rovine della città di Ubar nel deserto del Rub' al-Khali tra l'entroterra e le coste dell'Oman, Nicolas Clapp ha sostenuto l'opinione che essa sia da identificarsi con Iram, capitale del regno degli Ad.